# The One (film 2001)
The One è un film del 2001 diretto da James Wong di genere azione/fantascienza, interpretato da Jet Li, Carla Gugino, Jason Statham e Delroy Lindo.

## Trama
Gabriel Yulaw vive in un futuro fatto di dimensioni parallele, accessibili l'una dall'altra. Scopre anche che in ognuna di esse è presente un suo "doppio", e che, quando ne uccide uno, la sua forza, il suo acume e la sua velocità aumentano. Yulaw visiterà quindi altre 123 dimensioni diverse oltre alla sua, e si troverà ad uccidere tutti i suoi doppi, arrivando ad aumentare le sue facoltà di 124 volte. Riesce poi a scoprire che esiste un'ulteriore dimensione parallela nel suo multiverso, e che una volta ucciso anche il suo ultimo doppio avrà poteri sovrumani illimitati. Ma il rischio tuttavia è rappresentato da ciò che potrebbe accadere dopo essere rimasto l'ultimo: diventare una divinità, o esplodere o implodere, distruggendo l'universo. La prossima vittima di Yulaw si chiama Gabe Law, un uomo sposato, che da due anni sta sperimentando anche lui uno strano aumento delle sue capacità senza capirne il motivo, dato che non sa dell'esistenza dei propri doppi e del multiverso, essendo quello un universo ancora inconsapevole. Infatti ogni volta che il doppio di un universo parallelo muore, la sua energia si suddivide tra quelli superstiti.
Due agenti della Multiverse Authority (MVA), Rodecker e Funsch, sono a conoscenza delle azioni di Yulaw, un tempo loro collega, costretto ad uccidere un suo doppio durante un'operazione due anni prima e, da allora, tramutatosi appunto in un killer dei propri doppi, inebriato dalla possibilità di assurgere al piano divino, divenendo "The One", ed intendono fermarlo. Ma i due sanno anche che, se lo uccidessero, lo diventerebbe Gabe, il che sarebbe comunque un rischio. Yulaw, intanto, continua a dare la caccia a Gabe, con Rodecker che lo insegue; Funsch, invece, resta con Gabe per proteggerlo, e intanto lo informa dell'esistenza dei multiversi e dei "doppi". Rodecker resta ucciso da Yulaw, che riesce a trovare la moglie di Gabe e a ucciderla. Yulaw fugge in una fabbrica, dove viene trovato da Gabe e Funsch. I due doppi si scontrano, e Gabe riesce a sopraffare Yulaw. Nel finale del film, la MVA decide di separare i due doppi: grazie ad un escamotage di Funsch, conscio del fatto che Gabe non ha più nulla che lo leghi al suo universo, nel quale, tra l'altro, verrebbe arrestato e rinchiuso a vita, dato che le autorità di lì non sanno niente di Yulaw, Gabe viene inviato in un universo identico a com'era il proprio nel passato, dove incontrerà di nuovo colei che sarebbe diventata sua moglie; Yulaw, invece, sarà rinchiuso in una colonia penale, nel quale sarà costretto a battersi fino allo sfinimento con centinaia di energumeni pronti ad assalirlo.

## Produzione
Prima che Jet Li venisse confermato, si era parlato di The Rock per il ruolo (che avrebbe presupposto un cambiamento radicale del personaggio date le origini diverse degli attori).

## Colonna sonora
Le musiche del film sono stare realizzate dal compositore sudafricano Trevor Rabin e poi pubblicate, mentre le tracce di artisti vari che compongono la colonna sonora non hanno avuto distribuzione commerciale:
1. Drowning Pool - Bodies
2. Drowning Pool - Sinner
3. Disturbed - Down with the Sickness
4. Godsmack - Awake
5. Jesse Dayton - Train of Dreams
6. Tony Orlando and Dawn - Knock Three Times
7. The Capris - There's a Moon Out Tonight
8. Papa Roach - Blood Brothers
9. Papa Roach - Last Resort
10. Linkin Park - Papercut